# Институт украинского языка НАН Украины
Институт украинского языка Национальной академии наук Украины — ведущее научно-исследовательское учреждение и основной на Украине и в мире координационный центр по вопросам украинской лингвистики (Киев).

## История
Образован в 1991 году на базе нескольких отделов и групп Института языкознания (теории и истории украинского языка; лексикологии и лексикографии; культуры украинского языка; диалектологии и ономастики). Однако предыстория Института начинается ещё с 1918 года, когда была основана Украинская академия наук, в которой лингвоукраинистика занимала одно из ведущих мест в связи с необходимостью упорядочения норм правописания украинского литературного языка и составления разного типа словарей, в частности терминологических.
Первый директор — А. А. Тараненко, 1998-2008 гг. — В. В. Нимчук, с 2008 г. — П. Е. Гриценко. 

## Структура
В Институте функционируют отделы: лексикологии и лексикографии; социолингвистики; стилистики и культуры речи; диалектологии; истории украинского языка; структурно-математической лингвистики; грамматики; ономастики; научной терминологии. 
Кроме того, при Институте функционирует научный совет «Украинский язык», молодёжный учёный совет и специализированный учёный совет по защите диссертаций.

## Деятельность
Исследования в Институте украинского языка НАН Украины сосредоточены на изучении:
- структуры, современного состояния украинского литературного языка — словарного состава, грамматического строя, нормирования и кодификации;
- развития терминологических подсистем;
- социальной, профессиональной и территориальной дифференциации украинского языка;
- источников формирования и исторического развития украинского языка;
- становления и динамики ономастической системы Украины;
- связей украинского языка с другими славянскими и неславянскими языками на разных временных срезах.

В Институте работают известные украинские языковеды члены-корреспонденты НАН Украины И. Р. Выхованец, С. Я. Ермоленко, Н. Ф. Клименко, В. В. Нимчук и др. 
Ряд научных программ работники Института выполняют в сотрудничестве со специалистами других государств. В рамках международного научного проекта Общеславянский лингвистический атлас сотрудники Института изучают украинские диалекты, взаимодействуя с языковедческими организациями всех славянских государств и Германии. Языковеды Института работают также с учеными европейских государств в создании Лингвистического атласа Европы  (д. филол. н., проф. П. Ю. Гриценко).
Ученые Института работали над проектом, основанном в 90-х гг. XX в. Комиссией по развитию славянских литературных языков Международного комитета славистов, — Najnowsze dzieje języków słowiańskich (координатор С. Гайда; Ополе, Польша). Результатом стало коллективное исследование «Українська мова 1945-1995 pp.» (1999 г.) (д. филол. н., проф., чл.-кор. НАН Украини С. Я. Ермоленко).

## Периодические издания
Институт украинского языка выпускает ряд периодических изданий, среди которых научные и научно-популярные журналы и сборники:
- «Українська мова» (ежеквартальный научно-теоретический журнал);
- «Культура слова» (научно-популярный журнал, посвященный вопросам культуры речи; выходит два раза в год);
- «Лексикографічний бюлетень» (ежегодное издание, в котором публикуются статьи по лексикологии и лексикографии);
- «Студії з ономастики та етимології» (сборник научных трудов по вопросам ономастики и этимологии; выходит раз в год);
- «Термінологічний вісник» (сборник трудов, посвященный вопросам терминологии; выходит раз в два года).